# William Henry Harrison
William Henry Harrison, ameriški general, politik in predsednik ZDA, * 9. februar 1773, Charles City County, Virginija, † 4. april 1841.
Harrison je postal prvi guverner Indijanskega teritorija; pozneje je bil kongresnik in senator Ohia. Sprva je dosegel slavo kot vojni heroj, ki je premagal ameriške staroselce v bitki za Tippecanou leta 1811, kjer je dobil vzdevek »Tippecanoe« oz. »Old Tippecanoe«. Kot general v poznejši vojni leta 1812 je zmagal v bitki za Thames, kjer je bil ubit Tecumseh.
Ko je leta 1841 postal predsednik ZDA pri 68. letih, je bil najstarejši človek, ki je bil izvoljen za predsednika; rekord je trajal 140 let, ko je bil leta 1980 izvoljen Ronald Reagan. Harrison je umrl točno en mesec po nastopu predsedovanja, kar predstavlja najkrajše službovanje kateregakoli predsednika ZDA; prav tako je bil prvi predsednik, ki je umrl med predsednikovanjem.